# ちさ×ポン
『ちさ×ポン』（ちさぽん）は、中野純子による日本の漫画。3度の読み切りの後、『週刊ヤングジャンプ』（集英社）において2001年から2005年まで連載された。読み切り、外伝を含め全50話。単行本はヤングジャンプ・コミックスより全8巻刊行。

## 概要
作者の中野純子にとって、前作『B-SHOCK!』に続く『週刊ヤングジャンプ』での連載。
- 「夏の海で砂浜にふたりでしかも夜」（『週刊ヤングジャンプ』2000年36号）
- 「親の留守にオレの部屋で彼女とふたりきりで」（『別冊ヤングジャンプ』2001年5/5号）
- 「じらして期待させて喜ばせて」（『週刊ヤングジャンプ』2001年26号）

の3度の読み切り掲載の後、2001年48号から月イチ連載が開始された。主人公ポンタとヒロイン千砂が出会い、名実共に恋人同士となるまでが読みきりで描かれ、連載がそれに続いている。2人の高校3年間に渡る恋愛模様を描いた作品である。

## ストーリー
高校1年の夏休み、悪友のタロとジロに誘われ、エミ、ルミ、千砂と共に海水浴旅行に出かけたポンタ。第一印象では千砂を苦手なタイプのように感じたが、次第に惹かれて行き付き合い始める。

## 登場人物
本田 良仁（ほんだ よしひと）
本作の主人公。愛称ポンタ。私立成陵学院高等学校に通う。童貞卒業を目指して海水浴旅行に参加し、千砂と知り合う。なかなかタロとエミ、ジロとルミのようにはムードが盛り上があらず、童貞喪失を果たすことはできなかったものの、後に千砂と付き合い始める。身長184cm。血液型O型。一人っ子。
当初は千砂との関係を進展させたいあまり、それを拒む千砂に最後の一線を越えないかわりに強引に迫っていたために千砂から内心不信を抱かれ、それが滝川との一件に繋がる。　
滝川との一件後、滝川には返り討ちにされ千砂からは別れをすすめられ心が折れかけるも、桃子や友人らの説得もあって千砂の気持ちを考え支えようと努めるようになっていく。しかし、千砂が独断で滝川の元に乗り込んで落とし前をつけてそれを見届けるかたちとなり、それ以後はポンタとの関係進展を急ごうと積極的になったことで彼女を大事にしたい想いとの狭間で少しずつ張りつめていたことが後のモノローグで示唆されており、ようやく千砂と結ばれたものの彼女がポンタとの行為で満たされていない不満をもらされたことで、その原因である滝川の件の話題を出して関係が拗れてしまう。千砂から別れを切り出されて一度はこれを固辞するが、自分の置かれている現実(千砂と結ばれて以降、SEX三昧となって学業低下で進路が危うくなっていた)から「大学に合格できなければ」という条件を出すことで別れの約束を交わす。
大学受験当日に交通事故に遭って瀕死となりかろうじて命を取り留めた。これで千砂との別れが決定的となり覚悟を決めて彼女に別れを切り出したが、千砂がこれを拒否して自分への想いと感謝を述べられたことでやっと本当の意味で彼女と結ばれた。その後志望大学の二部を受けて合格、卒業の日に山根と三田村の三人がかりで滝川にお礼参りを果たし、自分なりのケジメをつけた。
エピローグで千砂と結婚し娘をもうける。
浜野 千砂（はまの ちさ）
本作のヒロイン。愛称千砂。私立桜坂女子高等学校に通う。母子家庭で母親の美砂子と二人暮らし。親に部活の合宿であると伝えていたとは言え、海水浴旅行に制服で参加し、スクール水着で泳ぐなど抜けている面もあるが、料理上手で世話好き。身長161cm。血液型AB型。一人っ子。
ポンタと徐々に親しくなり関係を進展させていくが、当初はポンタへの好意が曖昧だったこともあり(後にポンタとファーストキスした理由でさらりと述べている)内心彼への不信もあったことから、滝川になびいてしまったことで結果滝川にレイプされ処女を喪失してしまう。
滝川との一件後援交にまで走ってしまうほど情緒不安定となるものの、自身と真摯に向き合おうと努めるポンタに安心感を覚え、彼への好意をはっきりと自覚する。しかし自身への好意を除くポンタの気持ちには全く関心を示さず(後述)、文化祭の日独断で滝川の元に乗り込んで落とし前をつけたことが後々ポンタとの関係に影を落とす。
滝川に落とし前をつけて以降ポンタとの関係を進展させようと積極的に迫るようになるが反対にポンタが慎重になったことで険悪になりかけるが菜々果の一件を経てもとさやに戻り、仲直りにポンタとファーストキスした場所への旅行に誘い、ついにポンタと結ばれた。しかし、先の滝川の件での体験が元でポンタとでは何度体を重ねても満たされず、その不満をもらしたことが切っ掛けでポンタとの関係が拗れてしまい別れを切り出してしまうが、ポンタからの「大学に合格できなければ」という条件をのむことで猶予をもうける。
終盤、初詣での桃子との会話で「今までポンタの気持ちについて考えるどころか全く気にすら留めていなかった（これまで彼女側のモノローグで示唆はされていた）」ことに気づかされ、さらにポンタが大学受験当日に交通事故で死の淵に立たされたことで皆の前で彼と別れの約束をしていたことを吐露、ポンタの気持ちに無関心で自分の気持ちのままに行動してきたために結果的にポンタを振り回すことになり、滝川に処女を奪われる結果を招いたことを認識し懺悔。ポンタが命を取り留めると彼が約束どおり別れを切り出したのを拒否し、ありのままの自分の気持ちをぶつけ彼への感謝を述べたことでやっと本当に結ばれた。
エピローグでポンタと結婚。恋人時代とは一転して夫ポンタを献身的に支えている。
山根 太郎（やまね たろう）
ポンタの同級生。愛称タロ。エミと付き合っており、海水浴旅行を企画してポンタと千砂、ジロとルミを引き合わせる。高校2年の夏にエミと別れた後は、桃子と良い雰囲気。身長181cm。血液型B型。弟が2人いる。
三田村 次朗（みたむら じろう）
ポンタの同級生。愛称ジロ。海水浴旅行を機にルミと付き合い始める。身長176cm。血液型O型。兄と姉が1人ずついる。
早川 笑美（はやかわ えみ）
千砂の同級生。愛称エミ。タロと付き合っており、海水浴旅行を企画したが翌年の夏に別れる。父親は美容師で、千砂も世話になっている。身長167cm。血液型A型。妹が2人いる。
宮前 留実（みやまえ るみ）
千砂の同級生。愛称ルミ。家が裕福なお嬢様であり、電話の受け答え等がしっかりしている。身長158cm。血液型O型。兄が一人いる。
合田 桃子（ごうだ ももこ）
ポンタの英語の家庭教師を務める大学生。学業のみならず、女性心理や恋愛に関しても様々なアドバイスをポンタに授け、滝川の一件で意気消沈しかけたポンタに千砂の支えとなるよう諭す。しかし千砂がポンタ自身の気持ちに無頓着だったことには気づかず、自身のかつて10代の頃の経験もあって、滝川の一件があったとはいえ、ポンタと千砂が高校時代のうちに肉体関係になることに内心快く思っていなかったため、ふたりが結ばれたと知らされて以降ポンタの学業が低下の一途で冷やかしていたことがアダとなり、ふたりの関係が拗れたときにはポンタにまともなフォローができず、千砂への説得にも失敗してしまう。
終盤、初詣で千砂と会話を交わしたことが結果的に千砂がポンタ自身の気持ちに無頓着だったことを気づかせることになる。
番外編「そんなモモコの青い春」には、桃子の10代時代の遍歴が描かれている。身長168cm。血液型A型。妹が1人いる。
浜野 美砂子（はまの みさこ）
千砂の母親。千砂は美砂子が高校3年のときにできた子供である。現在はポンタ曰く、母子というより姉妹のような関係。おばさんやお母さんと呼ばれることを好まず、ポンタやななからにも美砂子さんと呼ばせる。番外編「みさ★コン」には、ななこの家出騒動の前後に美砂子が出会った、10歳年下の彼氏・近藤勇矢（こんどうゆうや）との恋愛が描かれている。
滝川 秀基（たきがわ ひでき）
ポンタらの一つ下の後輩で、千砂のバイト仲間。ケンカが強く勉強もできる。家は裕福だが両親は離婚しており、自身のピアノの先生だった継母と暮らしている(継母とは肉体関係にある)。タロ曰く、タチの悪いスケコマシで彼氏持ちの女と人妻だけを狙う（継母に絡む件から処女だけは狙わない誓いを立てており、相手のいる女なら処女ではないだろうからという理由で狙っていた）。身長177cm。血液型O型。腹違いの弟妹が3人いる。
千砂に手を出し結果的に誓いを破って彼女の処女を奪ってしまったことで彼女に対して『のみ』罪の意識を持った(ポンタに対しては負けこそ認めたが謝罪することはついになかった)が彼女の個人情報等をポンタを通じて破棄する以外には逃げ回るだけで償うことには消極的だったため、文化祭の日に千砂本人に乗り込まれて彼女より怨嗟の言葉を浴びせられ死を望まれ、言われた通り躊躇なくその場で自殺を図ったが千砂と彼女の後を追ってきたポンタに止められた。
千砂より落とし前として「今まで傷つけ破局させた人たちの分も自分の手で償うこと」を約束させられ、その手段として外科医を目指すことになる。
作中、本人の言葉や千砂やポンタの友人達の話でも出ているとおり、何度か被害者からは告訴、学校側からは処分が出ては父親によってもみ消しがなされていたことが語られており、その結果世間に悪名が広く知れわたっており、文庫版での作者のコメントから今後数奇な生涯を送ることが示唆されている。
瀬能 菜々果（せのう ななか）
ポンタが高校3年の夏に出会った、中学3年の家出少女。愛称ななか。一晩ポンタの部屋に泊まった後、千砂の家に預けられる。
瀬能 躍（せのう すすむ）
千砂の父親で美砂子の元夫。就職しても長続きせず、連帯保証人となった浮気相手に逃げられ500万円の借金を負う。千砂が小学2年のときに美砂子と離婚。離婚後ずっと送り続けていた養育費は、美砂子が千砂の嫁入りの際に持たせようと手をつけずに貯めていた。ななかは再婚相手である紫野（しの）の連れ子。

## 書誌情報
いずれも著者は中野純子、発行は集英社から。
- 『ちさ×ポン』〈ヤングジャンプ・コミックス〉B6判
  1. 2002年5月22日第1刷発行、ISBN 4-08-876298-3
  2. 2002年10月23日第1刷発行、ISBN 4-08-876355-6
  3. 2003年4月23日第1刷発行、ISBN 4-08-876425-0
  4. 2003年10月22日第1刷発行、ISBN 4-08-876510-9
  5. 2004年5月24日第1刷発行、ISBN 4-08-876609-1
  6. 2004年11月24日第1刷発行、ISBN 4-08-876700-4
    - 番外編「みさ★コン」収録

  7. 2005年6月22日第1刷発行、ISBN 4-08-876809-4
  8. 2006年2月22日第1刷発行、ISBN 4-08-877035-8
    - 番外編「そんなモモコの青い春」「ちさ×ポン＋α」収録
- 『ちさ×ポン』〈集英社文庫〉文庫判
  1. 2009年12月15日発売[集 1]、ISBN 978-4-08-619074-9
  2. 2009年12月15日発売[集 2]、ISBN 978-4-08-619075-6
  3. 2010年1月19日発売[集 3]、ISBN 978-4-08-619076-3
  4. 2010年2月18日発売[集 4]、ISBN 978-4-08-619077-0
  5. 2010年3月18日発売[集 5]、ISBN 978-4-08-619078-7

### 集英社BOOK NAVI
以下の出典は『集英社BOOK NAVI』（集英社）内のページ。書誌情報の発売日の出典としている。
1. ↑  “ちさ×ポン／1｜中野 純子｜集英社文庫（コミック版）” (n.d.). 2012年9月3日閲覧。
2. ↑  “ちさ×ポン／2｜中野 純子｜集英社文庫（コミック版）” (n.d.). 2012年9月3日閲覧。
3. ↑  “ちさ×ポン／3｜中野 純子｜集英社文庫（コミック版）” (n.d.). 2012年9月3日閲覧。
4. ↑  “ちさ×ポン／4｜中野 純子｜集英社文庫（コミック版）” (n.d.). 2012年9月3日閲覧。
5. ↑  “ちさ×ポン／5｜中野 純子｜集英社文庫（コミック版）” (n.d.). 2012年9月3日閲覧。